# Au revoir l'été
Pour plus de détails, voir Fiche technique et Distribution.
Au revoir l'été (ほとりの朔子, Hotori no Sakuko) est un film américano-japonais réalisé par Kōji Fukada, sorti en 2013.
Il remporte la Montgolfière d'or au Festival des trois continents 2013.

## Synopsis
Avant de rentrer à l'université, Sakuko rend visite à sa tante Mikie. Alors que sa tante renoue avec son ancien amant qui gère un love hotel, Sakuko rencontre Takashi qui est un réfugié de Fukushima.

## Fiche technique
- Titre original : Hotori no Sakuko (ほとりの朔子?)
- Titre français : Au revoir l’été[2]
- Réalisation : Kōji Fukada
- Scénario : Kōji Fukada
- Photographie : Ken'ichi Negishi
- Montage : Kōji Fukada
- Musique : Jo Keita
- Pays d'origine :  Japon /  États-Unis
- Langue originale : japonais
- Format : couleurs - 35 mm - 1,33:1
- Genre : drame
- Durée : 125 minutes
- Dates de sortie :
  - Japon : 18 octobre 2013 (Festival international du film de Tokyo) ; 18 janvier 2014 (sortie nationale)[3]
  - France : novembre 2013 (Festival des trois continents 2013) ; 17 décembre 2014 (sortie nationale)[4]

## Distribution
- Fumi Nikaidō : Sakuko
- Mayu Tsuruta (en) : Mikie
- Taiga (ja) : Takashi
- Kanji Furutachi (ja) : Ukishi
- Kiki Sugino (ja) : Tatsuko
- Makiko Watanabe : Mizuho

## Distinctions
- Montgolfière d'or et Prix du Jury Jeune au Festival des trois continents 2013[5]
- Loup du meilleur réalisateur au Festival du film Nuits noires de Tallinn en 2013
- Prix de la meilleure actrice pour Fumi Nikaidō aux 24e Japanese Professional Movie Awards de 2014[6]